# 阿格尼丝·穆萨塞
阿格尼丝·穆萨塞（英語：Agness Musase；1997年7月11日—），赞比亚女子足球运动员，司职后卫，目前效力于绿水牛足球俱乐部和赞比亚国家女子足球队。她曾代表赞比亚参加2022年非洲女子国家杯和2023年国际足联女子世界杯等多场国际赛事。